# ランドリールーム

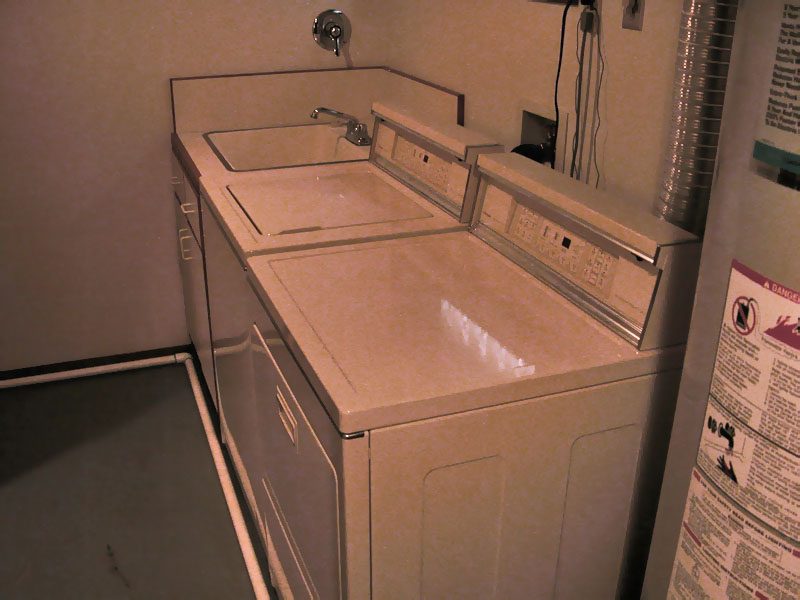
ランドリールーム

ランドリールーム、または洗濯室（せんたくしつ）とは、衣類の洗濯、乾燥を行う部屋である。

## 概要
現代の住宅におけるランドリールームでは、通常、全自動洗濯機や衣類乾燥機が備え付けられているほか、セーターなどの繊細な衣類を手洗いする洗濯桶やアイロン台が備え付けられることも多い。また、収納キャビネット、衣類をたたむカウンターテーブル、スペースがあれば小さなミシンなどが置かれることもある。

## 各国における利用

### 北アメリカ
北アメリカではランドリールームの設置は一般的である。古い一戸建て住宅では地下に設けられていることが多いが、現代的な住宅ではメインフロアのキッチンの近くや上階の寝室の近くに設けられていることもある。また、ガレージの隣に配置されることも多く、この場合はガレージから家に入る際の入り口となり、汚れた衣類や靴を脱ぐ場所としても使用される。ガレージは住宅の1階部分と床高が異なることが多いため、ランドリールームを住宅部分より一段低くしてガレージと住宅部分の間の階段を省いたり減らしたりすることがある。
北アメリカの集合住宅や寮では、多くで共用のランドリールームが設置されており、居住者は洗濯機や衣類乾燥機（通常コイン式）を共同で使用している。

### ヨーロッパ
イギリスでは多くの住宅でランドリールームは設けられておらず、洗濯機と衣類乾燥機は通常キッチンやガレージに置かれている。
フランスにはラヴォアールと呼ばれる衣類を洗濯するための公共施設がある。
スウェーデンでは、住宅協同組合にTvättstugaと呼ばれる公共のランドリールームが設置されている。

### 日本
日本では、洗濯機や衣類乾燥機は洗面脱衣室、キッチン、ベランダなどに設置することが多い。ただし、近年の共働き家庭の増加によりランドリールームのニーズは高まっており、キッチンやベランダ、サンルームなどの近くに設けられることがある。

## 関連ページ
- 洗濯
- コインランドリー
- ユーティリティルーム（英語版） ― 家事室
- スカラリー（英語版） ― 食器の洗浄や衣類の洗濯、キッチンの予備スペースとして使用する部屋
- ウィキメディア・コモンズには、ランドリールームに関するカテゴリがあります。